# Hymenaeus

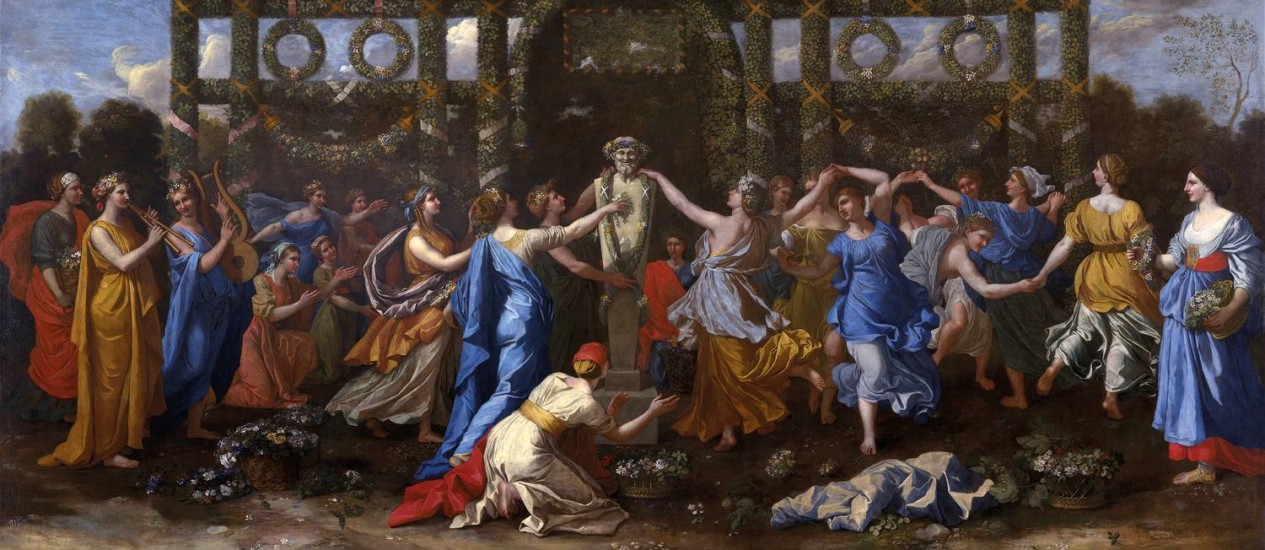
Hymenaeus vermomd als vrouw tijdens een offer aan Priapus. Schilderij van Nicolas Poussin, 1634-1638.

Hymenaeus (Grieks: ὑμέναιος; hymenaios) en Hymen (Grieks: Ὑμήν; Hymèn) is de Griekse god van het huwelijk. 

## Gezang
De ook wel hymen genoemde hymenaeus is een gezang, waarbij Hymen werd aangeroepen. Dit gezang was verbonden aan de huwelijksceremonie: het was het lied wat de begeleiders van de bruid haar toezongen bij haar tocht naar het huis van de bruidegom. Van oudsher ging het om een koor begeleid door fluiten en kithara met dans.
De gezangen bevatten heilwensen en lofzangen op de gehuwden. Er zijn voorbeelden bekend uit de 6e eeuw v.Chr.
De hymen was vooral populair in de hellenistische tijd. Daarna verloor het zijn karakteristieken (refrein en koorzang).
De Grieken onderscheidden al in de tijd van Homerus de hymen (een in de buitenlucht gezongen vrolijk bruiloftslied) van de hymnos (een plechtig gedragen gezongen tempelzang). Uit de hymnos heeft zich de Latijnse hymnus en onze hymne ontwikkeld. Op de notie dat de hymne van de hymen af zou stammen, lijkt dus wel wat af te dingen.
Een voorbeeld van het gebruik van het begrip hymen als huwelijkszang vindt men in de opera Médée van Cherubini. Maar ook Shakespeare noemde de Hymen-ceremonie in 4 van zijn toneelstukken.
Zowel de Latijnse als Griekse term 'hymen' heeft verder nog de betekenis (maagden)vlies.